# Provincia Kotayk

Localizarea provinciei în Armenia

Provincia Kotayk (armeană Կոտայք) este o provincie situată în centrul Armeniei. Capitala sa este orașul Hrazdan.